# Howard Florey
Baron Howard Walter Florey (ur. 24 września 1898 w Adelaide, zm. 21 lutego 1968 w Oksfordzie) – australijski farmakolog, wspólnie z Alexandrem Flemingiem i Ernestem Chainem otrzymał Nagrodę Nobla za badania dotyczące penicyliny.

## Życiorys
Florey studiował medycynę w University of Adelaide w latach 1917–1921, w czasie studiów spotkał Ethel Reed, która została później jego żoną, a także bliskim współpracownikiem naukowym. Po otrzymaniu stypendium naukowego kontynuował edukację w Magdalen College Uniwersytetu Oksfordzkiego.
Po krótkim okresie spędzonym w Stanach Zjednoczonych, gdzie przebywał w mieście Cambridge, powrócił do Oksfordu. W 1938, zainspirowany badaniami Alexandra Fleminga na temat Penicillium notatum rozpoczął badania nad masową produkcją aktywnego składnika tej pleśni wspólnie z Ernstem Chainem i Normanem Heatleyem. Jego badania doprowadziły do masowej produkcji penicyliny przez aliantów w czasie II wojny światowej.
Za swoją pracę otrzymał tytuł szlachecki – baron Florey; było to wyższe odznaczenie niż tytuł rycerski jaki otrzymał Fleming, ale dobrze odzwierciedlało wielki wkład Floreya w opracowanie przemysłowego procesu wytwarzania tego antybiotyku pomimo rezerwy Fleminga, który wątpił, aby było to w ogóle możliwe.
Portret Floreya został użyty na australijskim banknocie pięćdziesięciodolarowym, jego nazwiskiem nazwano jedną z dzielnic Canberry. Laureat Medalu Copleya.